# Les Testaments
Les Testaments (titre original : The Testaments) est un roman de science-fiction dystopique écrit par Margaret Atwood et publié en 2019. Publié trente-quatre ans après La Servante écarlate, le roman en est une suite qui se déroule quinze ans après. Il est raconté par trois personnages : Tante Lydia, déjà présente dans La Servante écarlate ; Agnes, une jeune femme vivant à Gilead, et Daisy, une jeune femme vivant au Canada.

## Résumé
Lydia, une juge divorcée, est soudainement emprisonnée avec d'autres femmes dans un stade lors de la création du régime totalitaire nommé Gilead. Après avoir enduré pendant des semaines un isolement dans des conditions sordides, elle est triée sur le volet, ainsi qu'un petit groupe d'autres femmes, par le Commandant Judd, un partisan de la création de Gilead, afin de devenir des Tantes, un groupe d'élite de femmes chargées de créer et de superviser les lois et les uniformes à destination des femmes de Gilead. Les Tantes utilisent Ardua Hall comme quartier général et bénéficient de certains privilèges incluant notamment la lecture de textes « interdits », tels que Apologia Pro Vita Sua du cardinal John Henry Newman. 
Quinze ans après les événements de La Servante écarlate, une fille nommée Agnes Jemima grandit à Boston, dans Gilead, en tant que fille adoptive du Commandant Kyle et de sa femme Tabitha. Agnes aime profondément Tabitha, qui malheureusement pour elle décède alors qu'elle n'est âgée que d'une dizaine d'années. Agnes et ses camarades de classe Becka et Shunammite fréquentent une école préparatoire d'élite pour les filles des Commandants, où on leur apprend à gérer une maison, mais ni à lire ni à écrire. Quelque temps après le décès de Tabitha, le Commandant Kyle épouse Paula, la veuve d'un Commandant décédé, qui méprise Agnes. Elle acquiert une Servante afin qu'elle conçoive un enfant pour leur couple. Cette dernière donne naissance à un garçon, Mark, mais elle décède durant l'accouchement. Dès lors, Paula décide qu'Agnes, âgée de treize ans, doit être mariée, afin qu'elle quitte son domicile. Le Commandant Judd, le haut fonctionnaire de Gilead, est choisi par Tante Lydia, qui dirige les Tantes, comme futur mari d'Agnes. Lydia, en secret, méprise Gilead et met tout en œuvre pour essayer de faire tomber le régime. Elle est devenue une taupe fournissant des informations essentielles à l'organisation de résistance canadienne nommée Mayday.
Agnes apprend un peu plus tard qu'elle est la fille d'une Servante. Elle parvient à échapper à son mariage arrangé en devenant une Suppliante, une future Tante. Dans cette nouvelle destinée, elle rejoint Becka, dont le père, le docteur Grove, un éminent dentiste, abuse sexuellement d'elle, comme il l'a fait avec ses autres patientes mineures depuis des années. Plus tard, Agnes reçoit anonymement des dossiers mettant en évidence la corruption et l'hypocrisie au cœur de Gilead, en particulier des preuves d'adultère entre le Commandant Kyle et Paula ainsi que des meurtres respectifs de leurs conjoints (le divorce étant interdit à Gilead). Elle apprend également qu'elle est la demi-sœur de bébé Nicole, une toute jeune fille qui a été soustraite clandestinement de Gilead pour le Canada par sa mère Servante.
Pendant ce temps, une fille nommée Daisy, plus jeune qu'Agnes de plusieurs années, grandit à Toronto avec ses parents adoptifs, Neil et Melanie. Le couple possède un magasin de vêtements d'occasion servant de façade à Mayday pour faire sortir clandestinement des femmes de Gilead. Le jour de son seizième anniversaire, les parents adoptifs de Daisy sont assassinés par des agents secrets de Gilead. Daisy est poussée à se cacher par plusieurs agents de Mayday, qui lui révèlent qu'elle est en réalité bébé Nicole. Les agents de Mayday l'enrôlent dans une mission pour infiltrer Gilead afin d'obtenir de précieux renseignements de leur mystérieuse taupe. Nicole se fait passer pour une gamine des rues nommée Jade afin d'être recrutée par les Perles, des futures Tantes missionnaires, qui attirent des femmes étrangères à Gilead avec la promesse d'une vie meilleure. Deux Perles la recrutent et l'amènent à Gilead.
Jade est confiée par Tante Lydia aux soins d'Agnes et Becka, qui s'appellent désormais respectivement Tante Victoria et Tante Immortelle. Tante Lydia confirme que Jade est bien Nicole à travers un tatouage présent sur l'avant-bras de cette dernière et dévoile sa véritable identité et sa filiation à Agnes et Becka. Se révélant comme la taupe de Mayday, Tante Lydia enrôle les trois jeunes femmes pour faire passer au Canada des informations compromettantes sur l'élite de Gilead. Nicole est chargée de transporter les fichiers à l'intérieur d'un micropoint inséré dans son tatouage. Agnes et Nicole doivent entrer au Canada déguisées en Perles, Nicole se faisant passer pour Becka. La vraie Becka, déguisée en Jade, doit rester dans Ardua Hall et faire diversion une fois que la disparition de Nicole sera découverte. Forcées d'accélérer leur plan lorsque le Commandant Judd apprend la présence de Nicole et décide de l'épouser, Agnès et Nicole partent plus tôt, après avoir envoyé Tante Vidala dans le coma quand cette dernière s'interpose entre elle et le portail d'Ardua Hall. Elles voyagent en autobus et à pied, puis en bateau sur le fleuve Penobscot. Ce bateau les amène à un navire plus gros qui les transportent jusque dans les eaux canadiennes. Agnès et Nicole parviennent à rejoindre l'île Campobello en bateau pneumatique et sont ensuite récupérées par une équipe de Mayday. Pendant ce temps, Tante Lydia, afin de faire gagner un peu plus de temps à Agnès et Nicole et d'assurer sa propre position à Ardua Hall, dit à Tante Elizabeth que Tante Vidala, qui vient de sortir du coma, l'a accusée de l'avoir attaquée, s'attendant à ce qu'Elizabeth tue Vidala. Becka meurt en se cachant dans une citerne pour perpétuer la ruse que Jade s'était enfuie après être tombée amoureuse d'un plombier.
En utilisant les informations contenues dans le micropoint de Nicole, les médias canadiens divulguent des informations scandaleuses sur l'élite de Gilead, ce qui conduit à une purge qui à son tour provoque un coup d'État militaire, entraînant l'effondrement de Gilead et la restauration ultérieure des États-Unis. Agnès et Nicole retrouvent leur mère. Lydia, qui a écrit un manuscrit qu'elle a nommé Le Testament olographe d’Ardua Hall, termine son histoire en décrivant son projet de se suicider avec une overdose de morphine avant qu'elle ne puisse être interrogée, torturée puis exécutée.
Plus de cent ans après, en 2197, lors du treizième colloque sur les études gileadiennes, le professeur James Darcy Pieixoto aborde les défis liés à la vérification de l'authenticité du manuscrit Le Testament olographe d’Ardua Hall ainsi que des deux transcriptions des témoins par Agnes et Nicole. Il spécule que la mère d'Agnès et Nicole pourrait être la Servante Defred de La Servante écarlate, bien qu'il admette lui-même ne pas en être sûr. Il conclut en mentionnant la statue retrouvée qui a été réalisée en commémoration de Becka pour ses actions.

## Distinctions
- 2019 : prix Booker[3].